# Hannibal Medzsbrí
Hannibal Medzsbrí (arabul: حَنِّبَعْل المجبري; Ivry-sur-Seine, 2003. január 21. –) francia születésű tunéziai válogatott labdarúgó, a Burnley játékosa. Posztját tekintve középpályás.
Medzsbrí 2019-ben csatlakozott a Manchester United Akadémiájához a Monacótól, ami előtt a Clairefontaine és a Paris FC színeiben is szerepelt. 2021 májusában mutatkozott be az angol bajnokságban, majd egy évet a Birmingham City játékosaként töltött a másodosztályban.
Utánpótlás szinten szülőhazáját, a francia válogatottat képviselte, de a felnőtt csapatban már Tunézia színeiben szerepelt. Húsz éves korára már közel 30 alkalommal lépett pályára az afrikai ország mezében.

## Fiatalkora
Medzsbrí 2003-ban született a franciaországi Ivry-sur-Seineban, majd 2009-ben csatlakozott első klubjához a Ligue 2-ben szereplő Paris FC-hez. 2016-ban sajtóhírek arról számoltak be, hogy számos angol klub, köztük a Manchester United, a Manchester City, a Liverpool és az Arsenal kereste fel, melyek közül az utóbbi klubnál próbajátékon is járt. Megfordult továbbá a tekintélyes francia akadémián, a INF Clairefontaine-n is.

## Pályafutása

### Klubcsapatokban
Az angol klubok érdeklődése ellenére Medzsbrí rövid időre az Athletic Club de Boulogne-Billancourt-hoz szerződött, mielőtt 2018-ban 1 millió euró ellenében csatlakozott a Ligue 1-ban szereplő AS Monacóhoz. 2019-ben európai élklubok követték nyomon a fejlődését, köztük német, francia és spanyol bajnok, a Bayern München, a Paris Saint-Germain és a Barcelona. 2019. augusztus 11-én az angol rekordbajnok Manchester United bejelentette, hogy megegyeztek a Monacóval Medzsbrí szerződtetéséről. Sajtóhírek szerint a fiatal középpályás elutasított minden más megkeresést, hogy a United játékosa lehessen.
Medzsbrí gyorsan megszokta az angol labdarúgás ritmusát, így hamar felkerült a United U23-as csapatába, annak ellenére, hogy ekkor még csak 17 éves volt. A Manchester United U21-es csapatában egy EFL Trophy mérkőzésen debütált a Salford City ellen, 2020. szeptember 9-én. 2021 márciusában új szerződést kötött a klubbal. 2021. május 20-án elnyerte a Denzil Haroun Reserve Player of the Year díjat, amelyet minden évben a legtehetségesebbnek vélt akadémiai játékos vehet át.

#### Manchester United
Medzsbrí a United felnőtt csapatában 2021. május 23-án mutatkozott be, egy 2–1-re megnyert Wolverhampton Wanderers elleni mérkőzésen. A Premier League-szezon záró mérkőzésén a 82. percben Juan Mata cseréjeként lépett pályára. Első gólját 2023. szeptember 16-án szerezte meg, a Brighton & Hove Albion ellen, a tizenhatoson kívülről.
2024. január 15-én kölcsönbe szerződött a Sevilla csapatához a szezon hátralevő részére.

#### Burnley
2024. augusztus 28-án a Burnley bejelentette a játékos leszerződtetését. Hannibal négy évre szóló szerződést írt alá a klubhoz.

### A válogatottban
Tizenöt alkalommal lépett pályára a francia U16-os és U17-es válogatottban.
2021 májusában Medzsbrí meghívót kapott a tunéziai válogatottba, így a fiatal középpályás 2021-től szülei révén Tunézia válogatottját képviseli. Az afgrikai ország válogatottjában a Kongói Demokratikus Köztársaság ellen lépett pályára először, 2021. június 5-én.
Részt vett a 2021-es arab nemzetek kupáján, ahol Tunézia ezüstérmet szerzett. A csoportkörben Mauritánia és az Egyesült Arab Emírségek ellen is a mezőny legjobbjának választották. A döntőben kezdőként 88 percet játszott, érdekesség, hogy ekkor a Ferencváros későbbi játékosa, Mohamed Alí Ben Romdán állt be a helyére.
Behívták a 2022-es világbajnokságon szereplő tunéziai csapatba, ahol az első mérkőzésen be is mutatkozott. Mindössze 19 éves volt, mikor először játszott a tornán.
A 2023-as afrikai nemzetek kupájára nevezett tunéziai keretbe nem került be Jalel Kadri szövetségi kapitány későbbi nyilatkozata szerint saját kérésére, mivel ez időben nehézségei voltak klubcsapatánál, a Manchester Unitednél.

## Statisztika

### Klubcsapatokban
Frissítve: 2024. május 19-én
| Klub                         | Szezon         | Bajnokság      | Bajnokság | Bajnokság | FA-kupa | FA-kupa | Ligaupa | Ligaupa | Európa | Európa | Egyéb | Egyéb | Összes | Összes |
| Klub                         | Szezon         | Bajnokság      | P.        | Gól       | P.      | Gól     | P.      | Gól     | P.     | Gól    | P.    | Gól   | P.     | Gól    |
| ---------------------------- | -------------- | -------------- | --------- | --------- | ------- | ------- | ------- | ------- | ------ | ------ | ----- | ----- | ------ | ------ |
| Manchester United U21        | 2020–2021      | —              | —         | —         | —       | —       | —       | —       | —      | —      | 4     | 1     | 4      | 1      |
| Manchester United U21        | 2021–2022      | —              | —         | —         | —       | —       | —       | —       | —      | —      | 1     | 0     | 1      | 0      |
| Manchester United U21        | Összesen       | Összesen       | —         | —         | —       | —       | —       | —       | —      | —      | 5     | 1     | 5      | 1      |
| Manchester United            | 2020–2021      | Premier League | 1         | 0         | 0       | 0       | 0       | 0       | 0      | 0      | —     | —     | 1      | 0      |
| Manchester United            | 2021–2022      | Premier League | 2         | 0         | 0       | 0       | 0       | 0       | 0      | 0      | —     | —     | 2      | 0      |
| Manchester United            | 2023–2024      | Premier League | 5         | 1         | 1       | 0       | 2       | 0       | 2      | 0      | —     | —     | 10     | 1      |
| Manchester United            | Összesen       | Összesen       | 8         | 1         | 1       | 0       | 2       | 0       | 2      | 0      | —     | —     | 13     | 1      |
| Birmingham City (kölcsönben) | 2022–2023      | Championship   | 38        | 1         | 3       | 0       | —       | —       | —      | —      | —     | —     | 41     | 1      |
| Sevilla (kölcsönben)         | 2023–2024      | La Liga        | 6         | 0         | 0       | 0       | —       | —       | —      | —      | —     | —     | 6      | 0      |
| Karrier összes               | Karrier összes | Karrier összes | 46        | 2         | 4       | 0       | 2       | 0       | 2      | 0      | 5     | 1     | 59     | 3      |

### A válogatottban
Frissítve: 2023. október 13.
| Válogatott | Év      | Pályára lépés | Gólok |
| ---------- | ------- | ------------- | ----- |
| Tunézia    | 2021    | 9             | 0     |
| Tunézia    | 2022    | 11            | 0     |
| Tunézia    | 2023    | 7             | 0     |
| Összesn    | Összesn | 27            | 0     |

## Sikerei, díjai
Manchester United
- Angol kupagyőztes: 2024

Tunézia
- Kirin-kupa: 2022
- Arab nemzetek kupája-ezüstérmes: 2021

Egyéni elismerés
- Africa d'Or: 2021[29]
- Manchester United, Denzil Haroun Reserve Player of the Year: 2020–2021[13]
- Birmingham City – A szezon gólja: 2022–2023[30]

## Külső hivatkozások
- Hannibal Mejbri adatlapja a Transfermarkt oldalán (angolul)
- Hannibal Medzsbrí adatlapja a Soccerway oldalon (angolul)